# 明生チナミ
明生 チナミ（あきお チナミ、10月9日 - ）は、日本の漫画家。大分県出身。血液型AB型。デビュー作は『とべないとりお』。

## 略歴
- 2011年 - 大分県立芸術文化短期大学デザイン専攻ビジュアルデザインコース卒業。卒業後、第525回別マまんがスクールにおいてデビュー賞を受賞[2]。
- 2020年 - 第2回LINEマンガ大賞において、『ラブミーテンダーにさようなら』が最優秀賞(恋愛部門)を受賞した[3][4]。

## 作品リスト
特記する作品以外、集英社、マーガレットコミックス（DIGITAL）から刊行されている。
- インスタント彼氏（2016年12月22日発売[5][6][7]、『別冊マーガレット』2015年1月号別冊ふろく『moi!』Vol.11、3月号別冊ふろく『moi!』Vol.13、5月号別冊ふろく『dcolle』1号[8][9] - 2016年5月号別冊ふろく『dcolle』13号[10]、全1巻）
- パタパタ姫（プリンセス）（2017年8月25日発売[11][12]、『別冊マーガレットsister』2017年1月増刊号 冬フェスVOL.1[13] - 『別冊マーガレットsister』2017年3月増刊号 冬フェスVOL.3[14]、ISBN 978-4-08-845809-0、全1巻）
  - うたかた花火（『別冊マーガレット』2012年8月号別冊ふろく『別マTWO』Vol.3）
  - パタパタ姫（プリンセス） 番外編[15]（描きおろし）
- 目の付けどころがディープでしょ[16]（『マンガMee』2020年6月13日配信[17] - 7月25日配信[18][19]、全3巻）
  1. 2020年11月25日発売[20]、（『別冊マーガレット』2019年9月号別冊ふろく『君に熱視線♡』）
  2. 2020年11月25日発売[21]、（『別冊マーガレット』2019年10月号別冊ふろく『私だけのヒーロー!』[22]、『別冊マーガレット』2019年12月号、他）
  3. 2020年11月25日発売[23]
- ラブミーテンダーにさようなら[24][3][4]（『LINEマンガ』2020年[25] - 2023年5月7日[25]、LINE COMICS、既刊3巻）
  1. 2021年9月15日発売[26][27][28]、ISBN 978-4-86697-211-4
    - 「ノーモア! お風呂ばったり!!」（描きおろし）
    - 「ヘアピン返却前」（描きおろし）
    - 「異星人達との生活」（描きおろし）

  2. 2021年12月15日発売[29][30]、ISBN 978-4-86697-241-1
    - 「ニワッチと×××」（描きおろし）
    - 「動物園前夜」（描きおろし）
    - 「明日は牧村さんと動物園」（描きおろし）

  3. 2022年5月13日発売[31][32]、ISBN 978-4-86697-260-2
- かげひなたの恋（ファンギルド、『ピース!』2020年12月25日配信[33] - 連載中、既刊17巻）
  1. 2021年8月27日発売[34]
  2. 2021年8月27日発売[35]
  3. 2021年8月27日発売[36]
  4. 2021年8月27日発売[37]
  5. 2021年8月27日発売[38]
  6. 2021年9月24日発売[39]
  7. 2021年10月22日発売[40]
  8. 2021年11月26日発売[41]
  9. 2021年12月24日発売[42]
  10. 2022年2月11日発売[43]
  11. 2022年3月4日発売[44]
  12. 2022年6月3日発売[45]
  13. 2022年7月21日発売[46]
  14. 2022年8月18日発売[47]
  15. 2022年9月25日発売[48]
  16. 2022年11月20日発売[49]
  17. 2023年3月1日発売[50]
- りぼんの縁結び[51]（『別冊マーガレット』2022年3月号別冊ふろく『別マ BABY』Vol.15[52] - 『別冊マーガレット』2022年5月号別冊ふろく『別マ BABY』Vol.17[53]、『別冊マーガレット』2022年7月号[54] - 2022年12月号[55]、マーガレットコミックスDIGITAL、全1巻）
  1. 2022年12月23日発売[56]

### 単行本未収録作品
- とべないとりお（『別冊マーガレットsister』2012年4月増刊号、デビュー作）
- おしょうゆ（『ザ マーガレット』2012年6月号）
- 愛しかなし（『別冊マーガレットsister』2012年8月増刊号）
- Class（『別冊マーガレット』2013年1月号別冊ふろく『別マTWO』Vol.7）
- ペッパーコーク（『ザ マーガレット』2013年6月号）
- 蜂の家出（『ザ マーガレット』2013年12月号）
- 江口くんのももいろエブリディ[57]（『別冊マーガレット』2016年1月号）
- 君はよわむし[58]（『ザ マーガレット』2016年4月号）
- インスタント彼氏S[59]（『別冊マーガレット』2016年6月号[60]、『別冊マーガレット WEBコミック』2016年5月13日配信[60] - 2017年12月25日配信[61]）
- みんな ともだち[62]（『ザ マーガレット』2016年12月号）
- ばらゆり[63]（『別冊マーガレット』2017年7月号別冊ふろく『bianca』）
- スズキ兄と妹（『ザ マーガレット』2018年8月号[64]、12月号）
- 透過性少女関係[65]（『ザ マーガレット』2019年4月号）
- 四度目の夫（『LINEマンガ』2024年12月23日[66] - ） - 初のwebtoon作品[66]。
- スパダリやめていいですか（『OUR FEEL』2025年2月6日[67] - ）

### イラスト
- （タイトルなし）[68]（『別冊マーガレット』2020年3月号別冊ふろく『キライ→スキ』）
- （タイトルなし）（『別冊マーガレット』2022年3月号別冊ふろく『別マ BABY』Vol.15）

### その他
- きみとハピネス[69]（シンガーソングライター『cocona*』の『きみとハピネス』リリックムービーの絵と動画制作）

## 関連人物
- 柴なつみ[70] - 日本の漫画家。同短大の在学生。